# Spadă și corăbii
Spadă și corăbii este o poezie patriotică scrisă de George Coșbuc.